# Ulica Powstańców w Siemianowicach Śląskich
Ulica Powstańców w Siemianowicach Śląskich – ulica o długości około 810 metrów, położona na terenie Siemianowic Śląskich, w dzielnicy Centrum. 
Jest ona jedną z dwóch głównych, obok ulicy Śląskiej, ulic handlowych w mieście, z licznymi przedsiębiorstwami z różnych branż. W połowie XIX wieku powstała przy niej kolonia Wandy, zaś na przełomie XIX i XX wieku zaczęto stawiać przy niej kamienice mieszczańskie, z czego znaczna część jest obecnie wpisana do gminnej ewidencji zabytków. Przy niej powstała również Fabryka Kotłów Parowych Fitznera – w jej miejsce obecnie działa producent sprzętu wojskowego Rosomak, a także zbudowano rzymskokatolicki kościół Krzyża Świętego. Ulicą kursują autobusy ZTM-u.

## Charakterystyka i przebieg

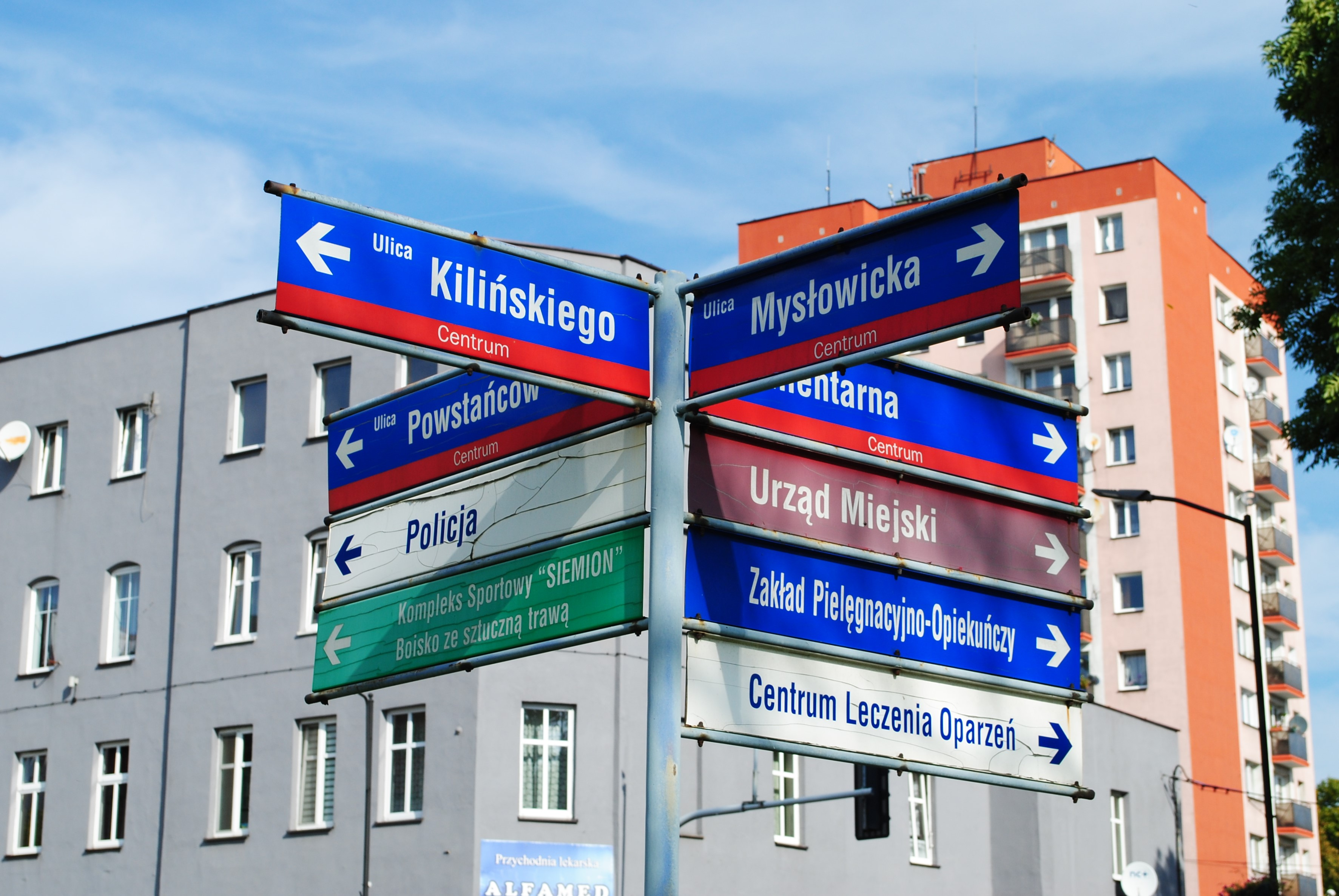
Drogowskaz na skrzyżowaniu ulic: Powstańców, Cmentarnej, Mysłowickiej i J. Kilińskiego

Ulica Powstańców położona jest w całości na terenie Siemianowickiej dzielnicy Centrum. Numeracja budynków zaczyna się od strony północno-wschodniej – adresy parzyste po północnej stronie ulicy, zaś nieparzyste są naprzeciwko. Od strony północno-zachodniej ulica Powstańców krzyżuje się na rondzie Maciej z ulicami: Fitznerów (biegnie dalej w kierunku południowo-zachodnim), Śląską (na północny zachód) i 1 Maja (na północny wschód). Ulica Powstańców z tego miejsca kieruje się prostolinijnie w kierunku południowo-wschodnim. Ulica kończy swój bieg na skrzyżowaniu ulic: Cmentarnej (kieruje się na północny wschód), Mysłowickiej (w kierunku południowo-wschodnim; droga ta dalej kieruje się w stronę Katowic przez Sadzawki) i J. Kilińskiego (na południowy zachód; droga kieruje się na Hugo). Łączna długość ulicy wynosi około 810 metrów.
Ulica Powstańców jest drogą powiatową i w systemie TERYT widnieje ona pod numerem 17354. Kod pocztowy na adresów przy ulicy wynosi 41-100. W 2014 roku przy ulicy Powstańców mieszkało 1461 osób, a wierni rzymskokatoliccy z tej ulicy przynależą do parafii Krzyża Świętego.
Wzdłuż ulicy Powstańców kursują autobusy organizowane na zlecenie Zarządu Transportu Metropolitalnego (ZTM). Zlokalizowane są tu trzy przystanki: Siemianowice Kościół (stanowisko w kierunku ulicy Śląskiej), Siemianowice Pszczelnicza i Siemianowice Powstańców, przy których zatrzymywały się w połowie listopada 2021 roku 6 linii w kierunku Katowic i 8 linii (w tym jedna nocna) w kierunku Centrum. Łączą one tę część miasta z innymi dzielnicami oraz niektórymi miejscowościami Górnośląsko-Zagłębiowskiej Metropolii, w tym z: Bytomiem, Chorzowem, Katowicami, Sosnowcem i Świętochłowicami. 

## Historia

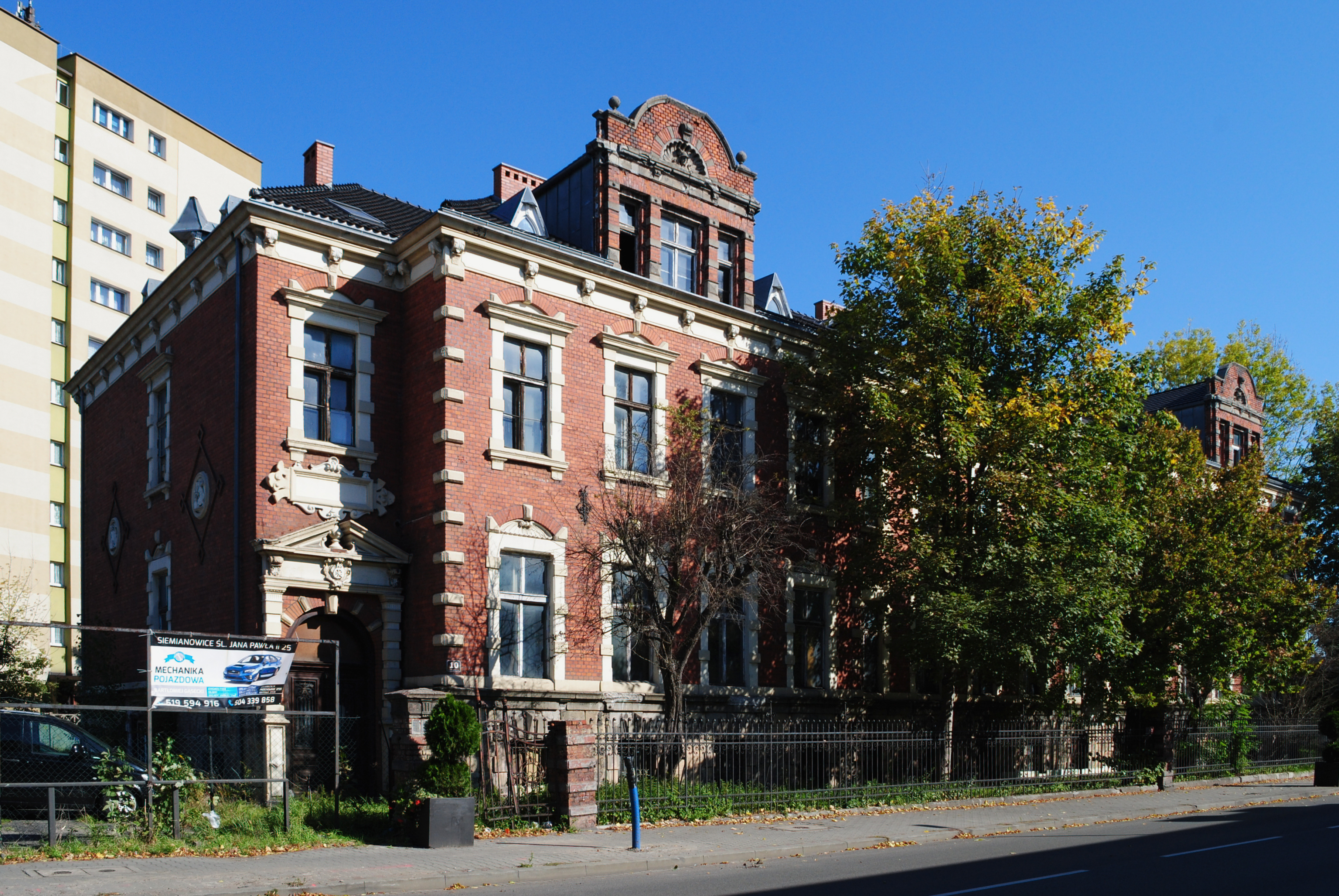
Zabytkowy gmach administracyjny Fabryki Kotłów Parowych Fitznera z końca XIX wieku

Obecna ulica Powstańców była główną ulicą powstałą w pod koniec lat 50. XIX wieku kolonii Wandy. Wówczas to zabudowa ulicy składała się z szeregu domów położonych po południowej stronie drogi. Sam zaś ulica nosiła nazwę Wandastrasse. Była ona, jak i też cała kolonia nazwana na cześć hrabiny Wandy Henckel von Donnersmarck. W 1869 roku przy dzisiejszej ulicy Powstańców Wilhelm Fitzner rozpoczął budowę Fabryki Kotłów Parowych, zaś sam zakład został uruchomiony rok później. W 1878 bądź 1889 roku po drugiej stronie ulicy został oddany do użytku budynek dyrekcji fabryki Fitznera. W dniu 1 kwietnia 1873 roku erygowano parafię Krzyża Świętego. Kamień węgielny pod obecny kościół parafialny został wmurowany 29 czerwca 1881 roku. Neogotycką świątynię projektu bytomskiego architekta Paula Jackischa poświęcił 23 września 1884 roku biskup Herman Gleich.
Na przełomie XIX i XX wieku oraz na początku XX wieku dzisiejsza ulica Powstańców została zabudowana kamienicami mieszczańskimi z lokalami handlowo-usługowymi na parterze. W tym czasie rejony dzisiejszej ulicy Powstańców były położone na terenie gminy Huta Laura. Na początku XX wieku przy dzisiejszej ulicy Powstańców 12 swoją działalność zapoczątkowało kino „Adler” (późniejsze kino „Jedność”). Było to jedno z pierwszych kin na terenie Górnego Śląska w pełnym tego słowa znaczeniu. Pod tym samym numerem mieścił się też w tym samym czasie także hotel. 

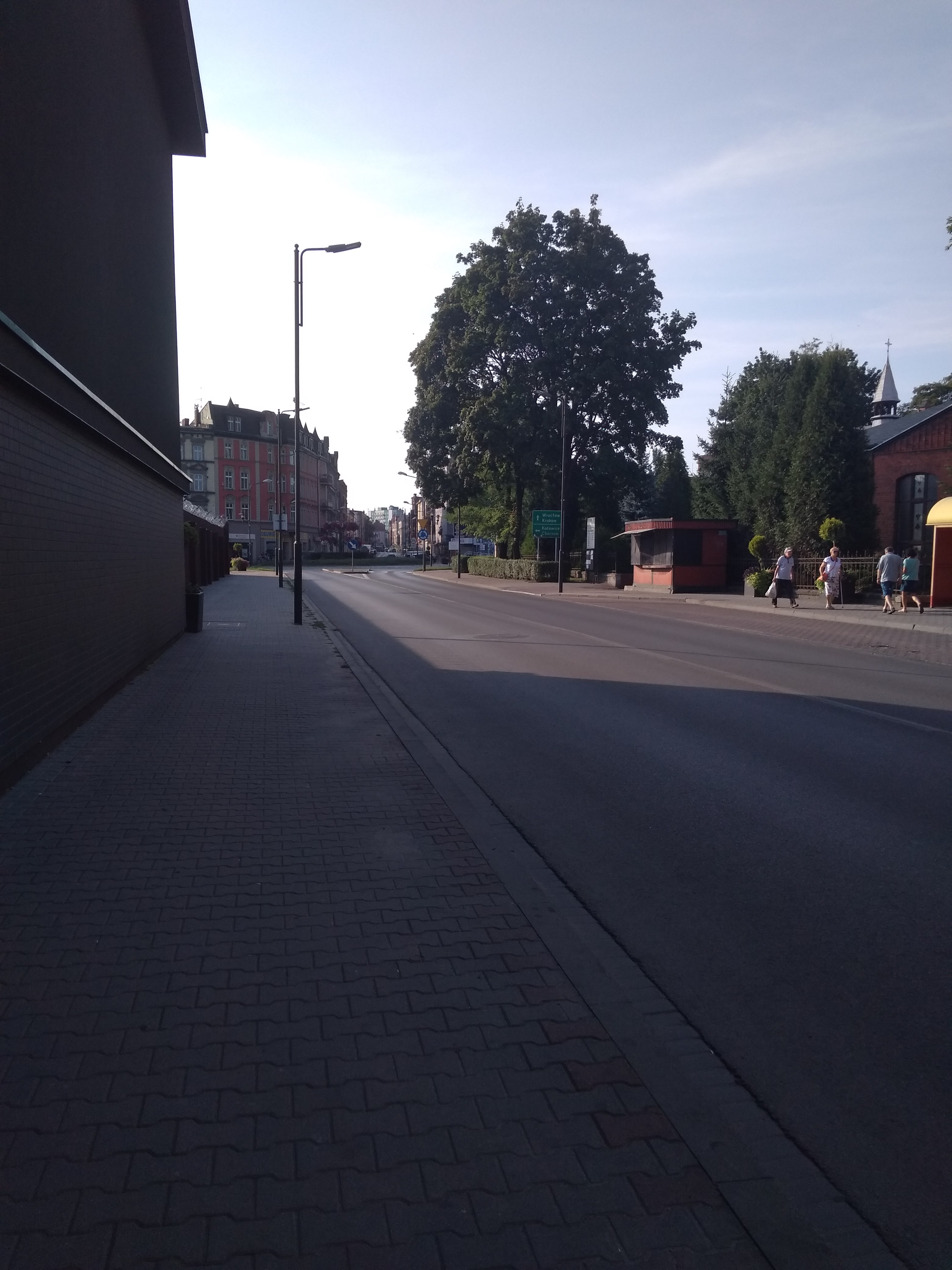
Ulica Powstańców w 2019 roku

W 1922 roku drogę przemianowano na ulicę Wandy, zaś w 1936 roku na ulicę Powstańców. Nazwa ta upamiętnia powstańców śląskich. Po II wionie światowej Fabryka Kotłów Parowych Fitznera zmieniła charakter produkcji, stając się zakładem produkującym broń. Na początku lat 80. XX wieku kino „Jedność” w przeddzień otwarcia po kapitalnym remoncie uległo pożarowi.
W 2004 roku przy ulicy Powstańców mieszkało 1614 osób, zaś w 2014 roku było ich 1461, co stanowi spadek liczby mieszkańców o blisko 9,5%.  
W latach 2009–2010 przebudowano skrzyżowanie ulic: 1 Maja, Śląskiej, Powstańców i Fitznerów. W ramach prac powstało rondo Maciej o średnicy 35 m. Wraz z tym przebudowano chodniki, powstało nowe oświetlenie, a także przebudowano cztery przejścia dla pieszych. W dniu 18 lipca 2014 roku po kompleksowym remoncie kamienicy przy ulicy Powstańców 16 swoją działalność zainaugurował trzygwiazdkowy hotel „Kołodziej”. Na przełomie maja i czerwca 2017 roku przeprowadzono prace modernizacyjne ulicy polegające na wymianie nawierzchni jezdni na całej jej długości. 
W dniu 15 czerwca 2021 roku uroczyście odsłonięto powstały na ścianie zakładów Rosomak mural przedstawiający bohaterów III powstania śląskiego, w tym płk. Emila Stanka i dyktatora dwóch powstań śląskich Wojciecha Korfantego. Powstał on przy wspólnej inicjatywie spółki Rosomak oraz Fundacji Polskiej Grupy Zbrojeniowej. Do września 2021 roku na przystanku Siemianowice Powstańców wymieniono wiatę przystankową
Ulica Powstańców była wielokrotnie częścią tras odbywających się m.in. przez terytorium Siemianowic Śląskich wyścigów Tour de Pologne, w tym: IV etapu 70. konkursu 31 lipca 2013 oku, IV etapu 71. konkursu 6 sierpnia 2014 roku oraz I etapu 77. konkursu 5 sierpnia 2020 roku.
Organizowano tu także coroczne zawody Silesia Marathon, w tym: VI edycję 5 października 2014 roku, VIII edycję 2 października 2016 roku, IX edycję 1 października 2017 roku, X edycję 7 października 2018 roku, XI edycję 6 października 2019 roku, XII edycję 4 października 2020 roku czy XIII edycję 3 października 2021 roku.

## Obiekty historyczne i zabytkowe

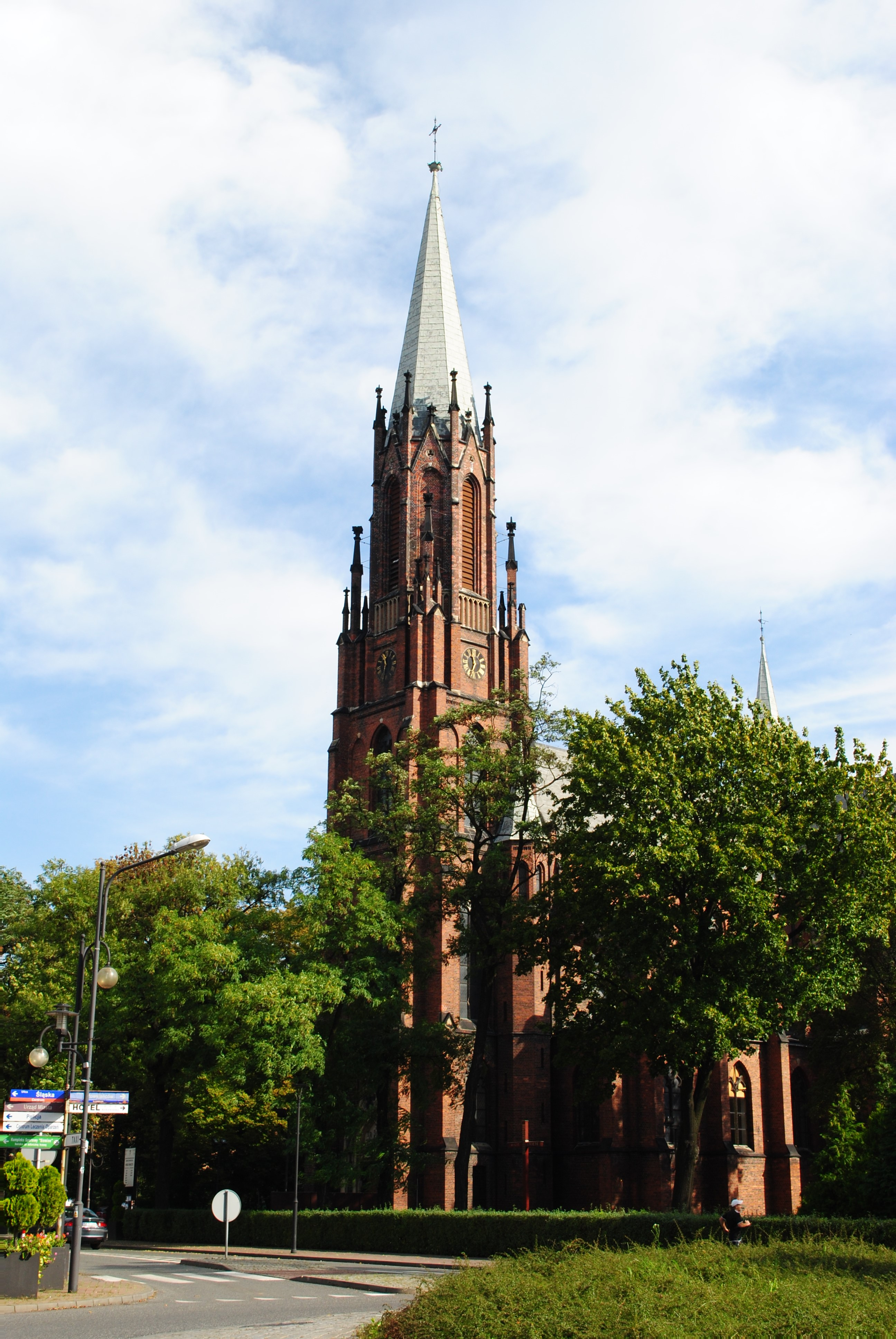
Neogotycki kościół Krzyża Świętego (ul. Powstańców 2)

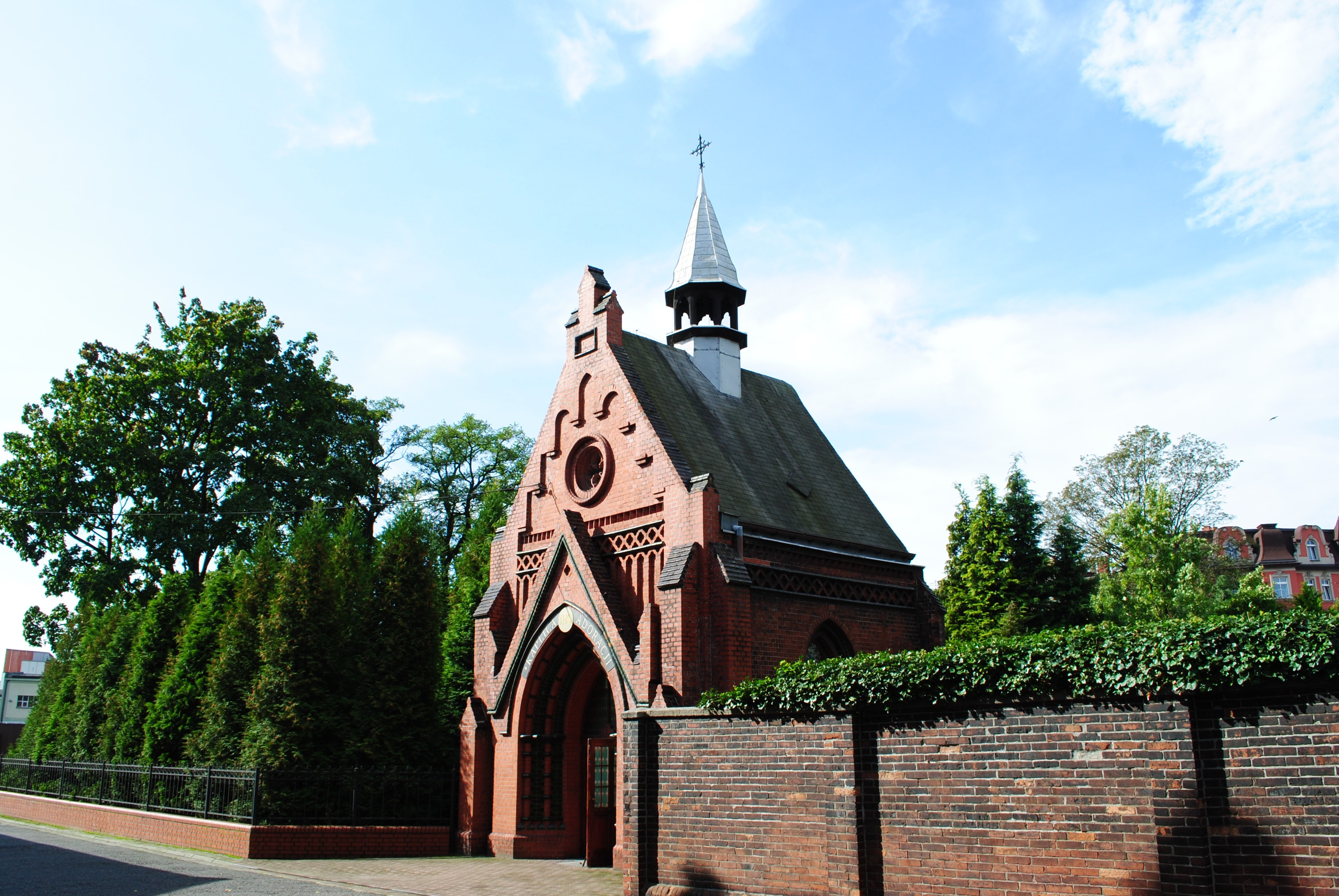
Kaplica Adoracji Najświętszego Sakramentu (ul. Powstańców 2)

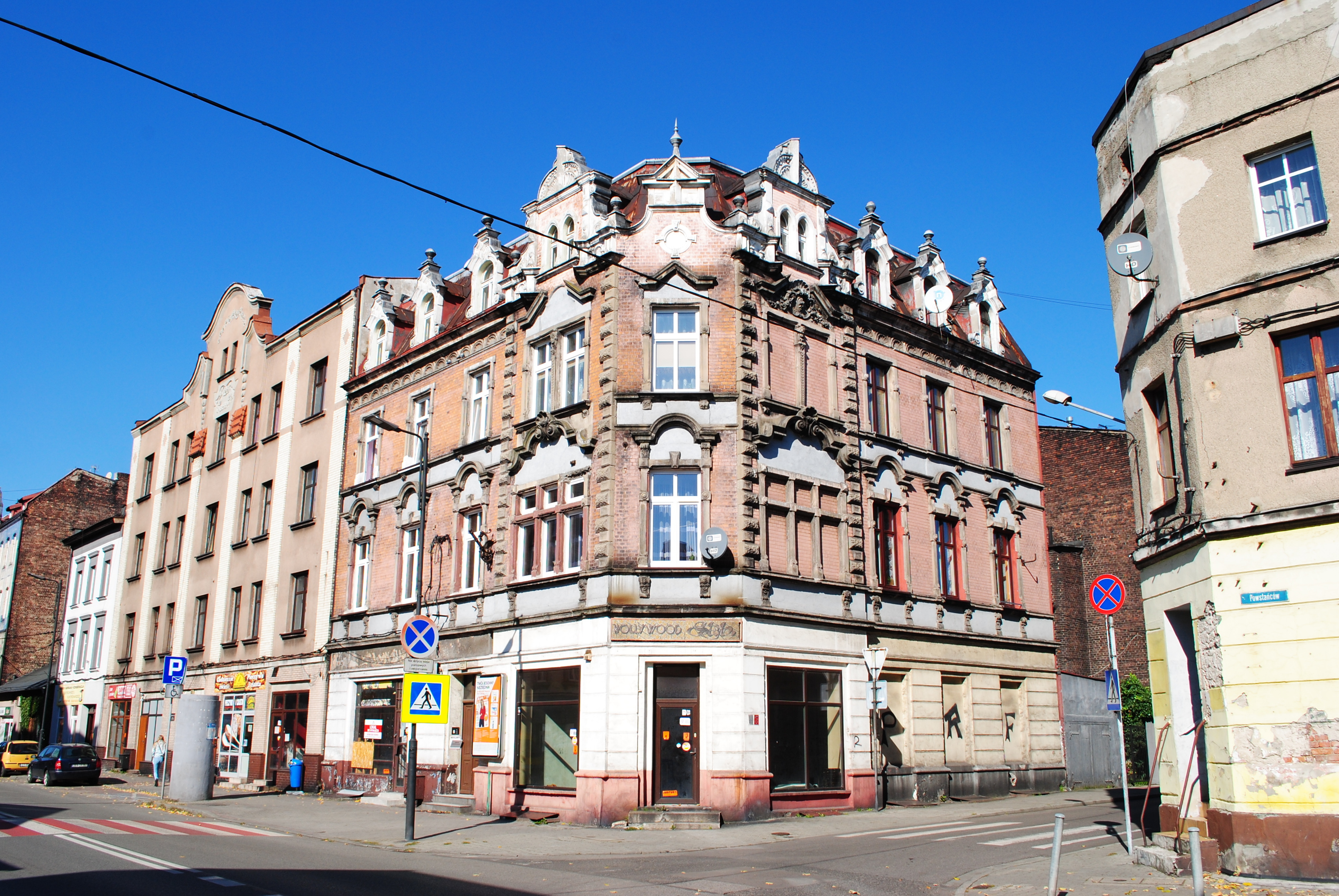
Kamienice mieszkalne
(ul. Powstańców 20, 22 i 24)

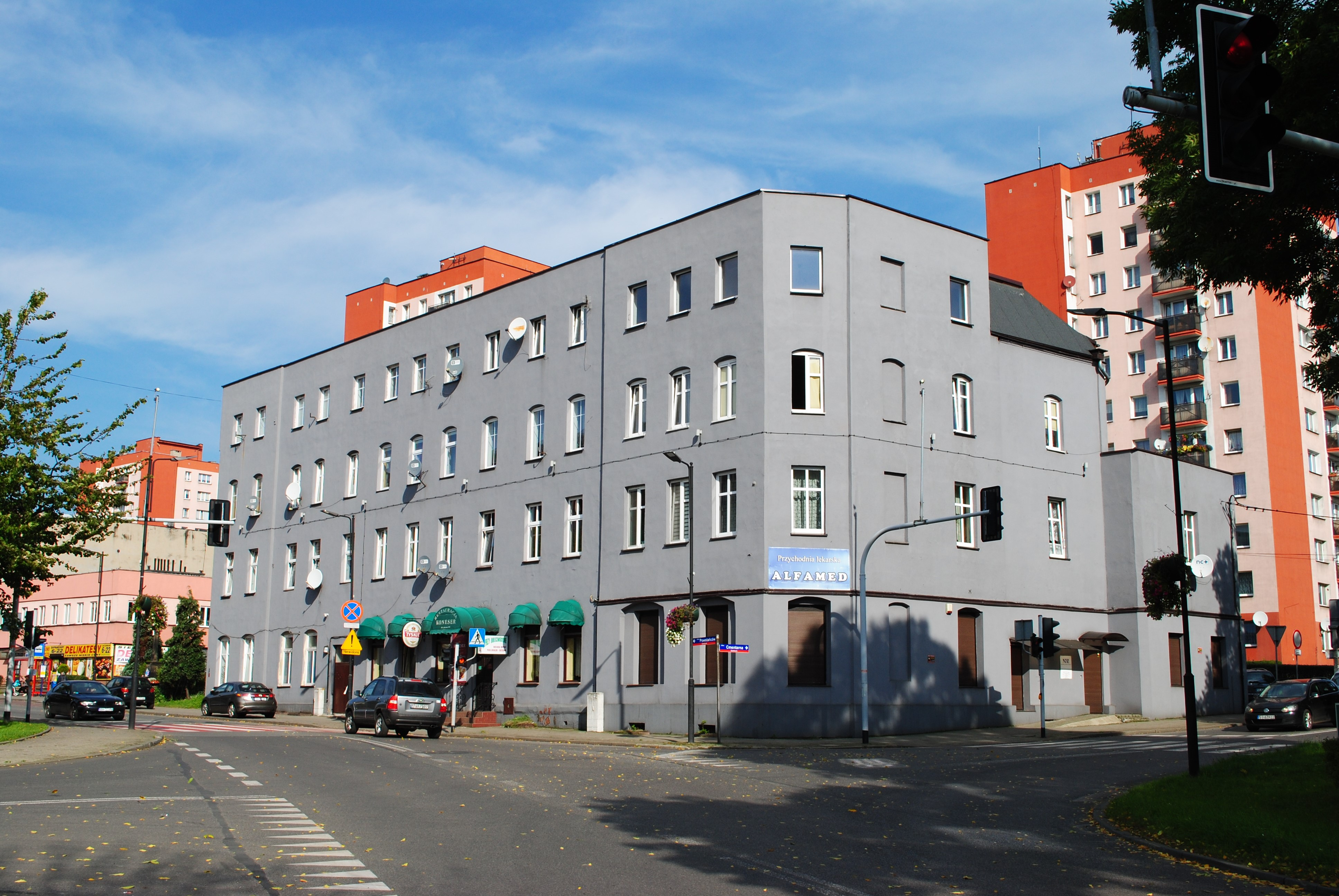
Budynek przy ulicy Powstańców 56; róg z ulicą Cmentarną

Ulica Powstańców stanowi część siemianowickiego Śródmieścia, przy której znajduje się intensywna zabudowa przeważnie w postaci kamienic mieszczańskich, powstałych w głównej mierze na przełomie XIX i XX wieku oraz na początku XX wieku. Spośród budynków położonych przy ulicy Powstańców, do najbardziej wartościowych należą te pod numerem 4 i 18, wobec których postuluje się wpis do rejestru zabytków. Kamienice o dużych wartościach historycznych, tworzące całość z pozostałymi budynkami mieszczą się pod numerami: 19, 20, 24, 31, 33, 40, 42 i 56. Do szczególnie wartościowych obiektów, przeważnie historycznych i zabytkowych, położonych przy ulicy Powstańców należą następujące budynki:
- Kościół pw. Krzyża Świętego (ul. Powstańców 2) – neogotycki kościół parafialny parafii Krzyża Świętego, którego budowę ukończono w 1884 roku; obiekt wzniesiono według projektu Paula Jackischa, a głównym fundatorem był Hugo II Henckel von Donnersmarck; ołtarze wykonał rzeźbiarz Bühl z Wrocławia, organy firma Schlag & Söhne, obrazy w ołtarzu głównym i bocznych oraz Drogę Krzyżową namalował Joseph Fahnroth z Wrocławia[40], natomiast sklepienie i fragmenty ścian oraz filary pokrył freskami Stolper z Nysy; w latach 70. XX wieku usunięto większość zabytkowego wyposażenia kościoła[41],
- Kaplica Adoracji Najświętszego Sakramentu (ul. Powstańców 2)[42] – kaplica w stylu neogotyckim, powstała w miejscu wcześniejszego kościoła Matki Boskiej Bolesnej, służącego mieszkańcom Siemianowic od 1876 roku do czasu powstania obecnego kościoła Krzyża Świętego; w 1900 roku w miejsce dawnego ołtarza ustawiono rzeźbę z Chrystusem na Górze Oliwnej, a rok później postawiono nad nią kaplicę wg projekty Goebla; kaplica posiada stromy dwuspadowy dach wieńczony ośmioboczną sygnaturką[43],
- Budynek probostwa parafii Krzyża Świętego (ul. Powstańców 2) – znajduje się naprzeciwko kaplicy; powstały w 1888 roku według projektu Paula Jackischa; w 1915 roku do probostwa od strony południowej wzniesiono oratorium[43],
- Krzyż przydrożny (ul. Powstańców 2)[44],
- Willa (ul. Powstańców 4) – willa w stylu eklektycznym o wysokiej wartości artystycznej[45],
- Dawna zabudowa w kompleksie Wojskowych Zakładów Mechanicznych – obecnie Rosomak (ul. Powstańców 5/7)[46] – zabudowa zakładowa, w której pierwotnie znajdowała się założona w 1869 roku Fabryka Kotłów Parowych Fitznera[12],
- Kamienica (ul. Powstańców 6)[46],
- Kamienica (ul. Powstańców 8)[46],
- Budynek administracyjno-mieszkalny Fabryki Kotłów Parowych Fitznera (ul. Powstańców 10) – neorenesansowy[15] gmach pochodzący z 1878[14] bądź 1889 roku[15]; wpisany do rejestru zabytków 30 kwietnia 1993 roku (nr rej.: A/1525/93, obecnie A/1036/22[47]; granice ochrony obejmują całą działkę)[48],
- Kamienica (ul. Powstańców 11)[46],
- Kamienica (ul. Powstańców 11a/11b)[46],
- Kamienica (ul. Powstańców 13)[46],
- Kamienica (ul. Powstańców 16)[46],
- Kamienica (ul. Powstańców 18)[46],
- Kamienica (ul. Powstańców 19)[46],
- Kamienica (ul. Powstańców 20)[46],
- Kamienica (ul. Powstańców 21)[46],
- Kamienica (ul. Powstańców 22)[46],
- Kamienica (ul. Powstańców 23)[46],
- Kamienica (ul. Powstańców 24)[46],
- Kamienica (ul. Powstańców 25)[46],
- Kamienica (ul. Powstańców 27)[46],
- Kamienica (ul. Powstańców 29)[46],
- Kamienica (ul. Powstańców 29a)[46],
- Kamienica (ul. Powstańców 31/31a)[46],
- Kamienica (ul. Powstańców 33)[46],
- Kamienica (ul. Powstańców 35)[46],
- Kamienica (ul. Powstańców 40)[46],
- Kamienica (ul. Powstańców 42)[46],
- Kamienica (ul. Powstańców 50)[46],
- Kamienica (ul. Powstańców 52)[46],
- Krzyż przydrożny (ul. Powstańców 56) – krzyż z 1860 roku; fundatorem był Jablonka[49]; jest to krzyż typu Boża Męka, powstały w piaskowcu, ustawiony na uskokowo zwężającym się cokole[50].

## Gospodarka i instytucje

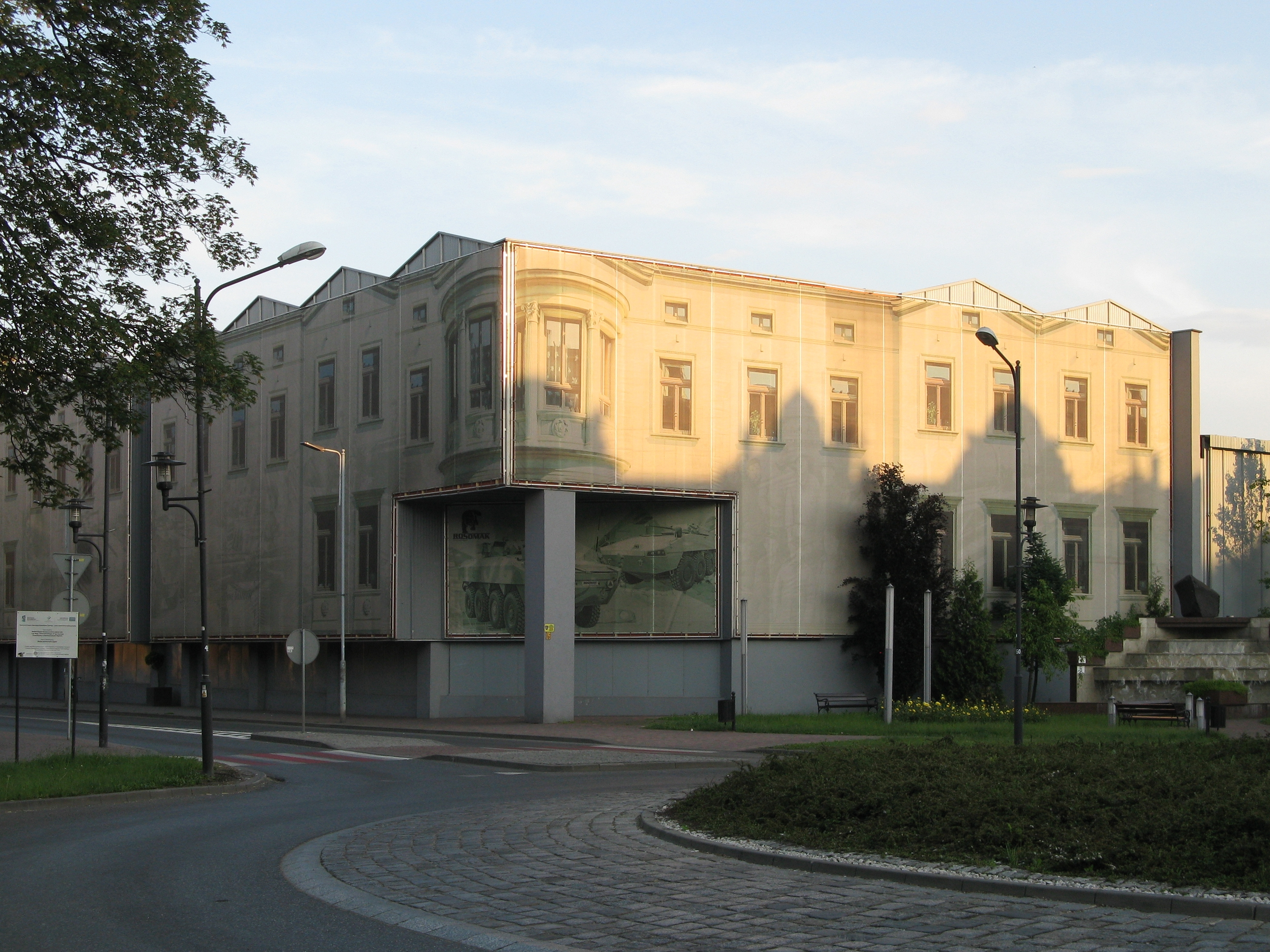
Zakłady Rosomak w 2018 roku

Ulica Powstańców wraz z ulicą Śląską stanowią główne ulice handlowo-usługowe Siemianowic Śląskich. W 2014 roku było zarejestrowanych 147 firm mających swoją siedzibę przy ulicy Powstańców, w tym 141 mikro i małych oraz 6 średnich i dużych. Do systemu REGON w połowie listopada 2021 roku zostało wpisanych łącznie 465 podmiotów zarejestrowanych przy ulicy Powstańców, a spośród dalej funkcjonujących w tym czasie, swoją siedzibę mają tutaj takie placówki jak m.in.: producent wozów bojowych Rosomak (ul. Powstańców 5/7), hotel „Kołodziej” (ul. Powstańców 16), zakłady mięsne, stowarzyszenia, firmy budowlane, firmy handlowo-usługowe, kwiaciarnie, wspólnoty mieszkaniowe, warsztaty i sklepy motoryzacyjne, piekarnia, gabinety lekarskie, agencja ubezpieczeniowa, restauracja, salony fryzjerskie, sklepy wielobranżowe, hurtownia, gospodarstwa rolne i inne. 
Swoją siedzibę mają tu też następujące instytucje:
- Rzymskokatolicka Parafia Krzyża Świętego (ul. Powstańców 2)[57],
- Miejska Biblioteka Publiczna im. Anny Szaneckiej w Siemianowicach Śląskich. Filia nr 9 (ul. Powstańców 54a)[58],